# Liste der Könige von Alba Longa
Listen der latinischen Könige der Stadt Alba Longa und gleichzeitig Listen der Nachkommen des Aeneas wurden vielfach überliefert, u. a. von Titus Livius, Ovid, Dionysios von Halikarnassos, Diodor und Cassius Dio.
Die überlieferten Listen stammen sämtlich aus augusteischer oder späterer Zeit, aber sowohl die Übereinstimmungen als auch die Abweichungen verweisen auf die Existenz vorhergehender Listen aus der älteren oder jüngeren Annalistik. Die Lücke von mehreren hundert Jahren zwischen einem Zustand des Mythos, in dem die Ilia, die Tochter des Aeneas, die Mutter von Romulus und Remus ist, und den ersten Ansätzen lateinischer Chronologien musste jedenfalls in den Anfängen der römischen Geschichtsschreibung das dringende Bedürfnis nach Auffüllung und Ergänzung wecken: Der Trojanische Krieg und damit die Ankunft des Aeneas in Italien wurde traditionell in das Ende des 12. Jahrhunderts v. Chr. datiert, die Anfänge Roms nach der im Grunde erst in der Zeit des Augustus etablierten Rückrechnung aber in die Mitte des 8. Jahrhunderts v. Chr. Die Namen einiger der eingefügten Personen sind offenkundig ätiologisch aus Ortsnamen gebildet (Tiberinus, Aventinus), andere griffen auf mythologische Gestalten zurück (Capys, Atys).
Die Listen stimmen zwar in den Einzelheiten häufig nicht überein, sind aber doch weitgehend parallelisierbar.
Die folgende Tabelle zeigt die unterschiedlichen Listen nebeneinander gestellt und, beginnend mit Aeneas, durchnummeriert. Dabei ist zu beachten, dass dadurch Iulus/Askanius zwar der Gründer und somit der erste König von Alba Longa, aber der zweite in der Liste ist.
Bei Dionysios und dem Chronograph von 354 ist außerdem die Zahl der Regierungsjahre angegeben.
| Livius              | Ovid (Fasti / Met.)           | Dionysios              | reg. | Diodor                | reg. | Cassius Dio  | Latina historia                             | Chronograph von 354                   | reg. |
| ------------------- | ----------------------------- | ---------------------- | ---- | --------------------- | ---- | ------------ | ------------------------------------------- | ------------------------------------- | ---- |
| 1. Aeneas           | 1. Aeneas                     | 1. Aineias             | 3    | 1. Aineias            | 3    | 1. Aineias   | 1. Aeneas                                   | 1. Aeneas                             | 3    |
| 2. Ascanius         | 2. Ascanius                   | 2. Askanios            | 38   | 2. Askanios           | 38   | 2. Askanios  | 2. Ascanius                                 | 2. Ascanius                           | 36   |
| 3. Silvius          | 3. Silvius Postumus / Silvius | 3. Silvios             | 29   | 3. Silvios            | 49   | 3. Silvios   | 3. Silvius Postumus                         | 3. Postumus Silvius, Enkel des Aeneas | 37   |
|                     |                               |                        |      |                       |      |              | 4. Latinus Silvius, Bruder Silvius Postumus |                                       |      |
| 4. Aeneas Silvius   |                               | 4. Aineias             | 31   | 4. Aineias Silvios    | 30   | 4. Aeneias   | 5. Silvius Aeneas                           | 4. Aeneas Silvius                     | 31   |
| 5. Latinus Silvius  | 4. Latinus                    | 5. Latinos             | 51   | 5. Latinos Silvios    | 50   | 5. Latinos   |                                             | 5. Latinus                            | 51   |
| 6. Alba             | 5. Alba                       | 6. Albas               | 39   | 6. Albas Silvios      | 38   |              | 6. Alba Silvius                             | 6. Alba                               | 28   |
| 7. Atys             | 6. Epitos / Epitus            | 7. Kapetos             | 26   | 7. Epitos Silvas      | 26   |              | 7. Silvius Atys oder Silvius Aegyptus       | 7. Appius                             | 41   |
| 8. Capys            | 7. Capys                      | 8. Kapys               | 28   | 8. Kapis              | 28   | 6. Kapys     | 8. Capys                                    | 8. Capys                              | 28   |
| 9. Capetus          | 8. Calpetus / Capetus         | 9. Kalpetos            | 13   | 9. Kalpet             | 13   |              | 9. Carpentus Silvius                        | 9. Campeius                           | 21   |
| 10. Tiberinus       | 9. Tiberinus                  | 10. Tiberinos          | 8    | 10. Tiberios Silvios  | 8    | 7. Tiberinos | 10. Tiberinus                               | 10. Titus                             | 8    |
| 11. Agrippa         | 10. Agrippas / Remulus        | 11. Agrippas           | 41   | 11. Agrippas          | 41   |              | 11. Agrippa Silvius                         | 11. Agrippa                           | 51   |
| 12. Romulus Silvius | 11. Remulus / Acrota          | 12. Amolios (Allodios) | 19   | 12. Aramulius Silvius | 19   | 8. Amulios   | 12. Silvius Aremulus oder Remulus           |                                       |      |
| 13. Aventinus       | 12. Aventinus                 | 13. Aventinos          | 37   | 13. Aventi(n)os       | 37   | 9. Aventinos | 13. Aventinus                               | 12. Aventinus                         | 38   |
| 14. Proca           | 13. Proca                     | 14. Prokas             | 23   | 14. Procas Silvios    | 23   |              | 14. Procas Silvius                          | 13. Procas                            | 8    |
| 15. Amulius         | 14. Amulius (Fasti)           | 15. Amolios            | 42   | 15. Amolios           | 43   | 10. Amulios  | 15. Amulius                                 | 14. Amulius                           | 51   |
|                     | 14. Numitor (Met.)            | 16. Nemetor            | 1    |                       |      |              | 16. Numitor                                 | 15. Remus Silvius                     | 17   |

Eine Folge von Königen aus dem Geschlecht des Aeneas wird auch von Vergil angegeben, sie weicht jedoch stark von den oben angegebenen Königslisten ab:
Silvius,
Procas,
Capys,
Numitor,
Aeneas Silvius
und schließlich Romulus.
Für die Zeit nach Numitor bis zur Zerstörung von Alba Longa ist keine vollständige Liste überliefert. Plutarch berichtet, nach Numitors Tod habe sein Enkel Romulus auf den ihm zustehenden Thron verzichtet und die Stadt stattdessen von einem jährlich wechselnden Oberhaupt regieren lassen. Es soll königsgleiche Macht besessen haben und Dictator genannt worden sein. Für die Zeit des römischen Königs Tullus Hostilius wird für Alba Longa als König Gaius Cluilius genannt. Ihm folgte der Dictator Mettius Fufetius.
Einer von Plutarch erwähnten, abweichenden Version zufolge sollen Romulus und Remus nicht die Enkel von Numitor gewesen sein, sondern ihre Mutter sei die Dienerin eines von anderen Autoren nicht erwähnten Königs Tarchetius gewesen.